# 앤 더넘
스탠리 앤 더넘(Stanley Ann Dunham, 1942년 11월 29일~1995년 11월 7일)은 제44대 미국 대통령인 버락 오바마의 어머니이며, 미국 인류학자로서 전공은 경제 인류학과 농촌 개발이었다. 더넘의 별명은 '애너'(Anna)이었고, 나중에는 "스탠리 앤 더넘 소에토로 박사"로 알려졌고, 마지막에는 "앤 더넘 수토로"로 불렸다. 캔자스에서 태어났으며, 어린시절에는 캘리포니아와 오클라호마와 텍사스와 캔자스에서 살았고, 십대 때는 워싱턴에 있는 머서아일랜드에서 지냈으며, 어른이 된 후에는 대부분의 삶을 하와이와 인도네시아에서 살았다.
더넘은 하와이 대학교와 동-서 연구소(East-West Center)에서 공부했으며, 인류학으로 학사, 석사, 박사 학위를 취득하였다. 그녀는 장인과 베짜기와 가내 수공업에서 여성의 역할에 관심이 있었다. 그녀는 자신이 하는 연구의 초점을 자와섬의 여성들이 하는 일과 인도네시아의 대장장이에 맞추었다. 농촌 마을의 빈곤 문제를 처리하기 위해서, 그녀는 미국국제개발처에서 일하는 동안에 마이크로 크레디트(무담보 소액대출) 프로그램들을 만들었다. 또한 더넘은 자카르타에 있는 포드 재단에서 일했고, 파키스탄에 있는 아시아 개발 은행과 상담했다. 삶을 마감하기 직전에, 그녀는 인도네시아의 라키아트 은행에서 일했고, 그 곳에서 그녀는 자신의 연구를 세계에서 가장 큰 규모의 소액 금융 지원 프로그램에 적용하였다. 스탠리 더넘 수토로(Dr. Stanley Ann Dunham Soetoro) 또는 앤 더넘 수토로(Ann Dunham Sutoro) 등으로도 부른다.
그녀의 아들이 대통령직을 맡게 된 후에, 사람들은 더넘이 했던 일에 관심을 갖기 시작했다. 하와이 대학교에서는 그녀의 연구를 주제로 한 심포지엄을 열었다. 더넘이 인도네시아에서 납염법으로 만든 직물을 모아서 연 전시회도 미국 전역을 돌며 열렸다. 2009년 12월에 듀크 대학교 출판부에서는 더넘이 쓴 1992년도 학술논문을 책으로 출간했는데, 그 책 제목은 "역경을 딛고 살아남기: 인도네시아의 마을 산업"이었다.
인터뷰에서 버락 오바마는 어머니를 두고 "내가 한창 자라던 시절에 중요한 인물... 그녀가 내게 가르쳐 준 가치들은 내가 정치에 입문한 이래로 계속해서 나에게 하나의 표준이 되었다"고 말했다.

## 어린 시절
스탠리 앤 더넘은 1942년 11월 29일에 캔자스 위치토에 있는 샌프란시스코 병원에서 태어났다. 그녀는 메들린 리 페인과 스탠리 아머 더넘의 외동딸이었다. 그녀의 부모는 모두 캔자스 태생으로, 그들은 위치토에서 만나 1940년 5월 5일에 결혼했다.
더넘의 어머니는 은행에 다녔고 아버지는 가구 세일즈 맨이었다. 진주만 공격이 있은 뒤에, 그녀의 아버지는 미국 군에 입대하였고 그녀의 어머니는 위치타의 보잉사의 한 공장에서 일하게 되었다. 그녀의 아버지는 아들을 원했기 때문에 자신의 이름을 첫 번째 자녀의 이름으로 정했다. 후일 앤 더넘 역시 자신의 아버지는 아들을 원했고 자신의 이름이 남자의 이름인 "스탠리"가 붙게 되었다고 회고하였다. 그래서 어린 시절에 그녀는 "스탠리"로 알려졌다.
| “ | 아버지는 아들을 원했는데 내가 태어난 것입니다. | ” |

다른 아이들이 이름 때문에 그녀를 놀려댔지만, 그녀는 고등학교 때까지 그 이름을 사용했으며, "새로운 마을에 그녀를 소개할 때 마다 자신의 이름에 대해서 설명을 해야 했다." 더넘이 대학에 다닐 때까지, 그녀는 가운데 이름인 "앤"으로 알려졌다. 제 2차 세계대전 이후에, 더넘의 아버지는 가족을 데리고 위치타에서 캘리포니아로 이사를 갔고, 그녀의 아버지는 UC 버클리 대학교에 다녔다.
그들 가족은 수없이 이사를 다녔다. 미국 중서부에서 캘리포니아로, 다시 오클라호마와 텍사스로 옮겨갔고 다시 이사 간 시애틀 교외지역 머서 아일랜드에서 딸이 고교를 졸업한 후 마침내 하와이주에 정착했다. 1948년에 더넘과 그녀의 부모는 오클라호마에 있는 폰카 시로 이사를 갔으며, 거기에서 텍사스 버논으로 이사를 갔고, 그 곳에서 캔자스 엘 도라도로 또 이사를 갔다. 1955년에 가족은 워싱턴주에 있는 시애틀로 이사를 갔고, 그 곳에서 그녀의 아버지는 가구 판매원으로 일했으며, 그녀의 어머니는 은행의 부행장으로 일했다. 그들은 시애틀의 웨지우드에 있는 아파트 단지에서 살았고, 앤은 그 단지 옆에 있는 나단 엑스테인 중학교에 다녔다.

## 소녀기
1956년에 더넘의 가족은 머셔 아일랜드로 이사를 갔다. 그 곳은 시애틀 교외에 있는 이스트사이드에 있다. 더넘의 부모는 그들의 열 세살 딸이 새로 개교한 머셔 아일랜드 고등학교에 다니기를 원했다. 학교에서 밸 푸버트와 짐 위처맨 선생님은 권위에 질문을 던지고 사회적인 규범에 도전하는 일의 중요성을 어린 더넘에게 가르쳤고, 그녀는 그 가르침을 마음에 새겼다. "그녀는 자신이 데이트나 결혼이나 아이를 가지는 일을 할 필요가 없다고 느꼈다." 한 학급 동료는 그녀를 "그 나이의 또래에 비해서 지적인 면에서 조금 더 성숙했다"고 기억하며, 고등학교 친구 중 한 사람은 그녀가 아는 것이 많고 진보적이었다고 설명했다. "만약에 당신이 이 세계에서 무언가 잘못되어 가는 것이 있다고 걱정한다면, 스탠리는 제일 먼저 그것을 알고 있었을 것 입니다. 우리는 자유주의자가 어떤 사람인지 알기 전에 자유주의자이었어요." 또 다른 사람은 그녀를 "타고난 여성주의자"라고 불렀다.
아버지 스탠리 아머 더넘은 근처에 살던 유명한 시인이자 작가, 언론인인 프랭클린 마셜 데이비스와 오랫동안 친하게 지냈다. 후일 그녀가 아들 버락 오바마를 친정 부모에게 맡기고 연구활동에 전념할 때 스탠리 아머나 데이비스는 오바마에게 시를 지어서 읽어주거나, 동네의 곳곳에 함께 돌아다니기도 했다. 더넘이 처음으로 교제했던 남성은 아버지의 친구이기도 한 데이비스인데 미국의 보수 인사들은 그녀의 첫 연인이 데이비스라는 이유로 버락 오바마의 생부는 프랭클린 마셜 데이비스라고 주장하기도 한다. 그러나 보수 세력의 이러한 견해는 근거없는 비난으로 인식된다. 데이비스와 결별한 뒤 하와이 대학의 남학생과 잠깐 사귀다가 케냐 출신의 유학생이며 케냐의 독립운동가이기도 한 버락 오바마 1세를 반나게 된다. 데이비스와 헤어진 뒤에도 그는 프랭클린을 아버지 스탠리 아머의 절친한 친구로서 그를 존중하며 그와도 친하게 지내기도 했다.

## 가족과 결혼
1959년 8월 21일에 하와이가 미국 연방의 50번째 주로 편입되었다. 더넘의 부모는 새로운 주에서 사업을 하려고 했고, 더넘은 1960년에 고등학교를 졸업한 후 가족과 함께 하와이로 이사를 갔다. 더넘은 마노아에 있는 하와이 대학교에 등록했다. 그 학교에서 러시아어 수업을 듣다가 더넘은 학교 역사상 첫 번째 아프리카 학생이었던 버락 오바마 1세를 만났다. 그가 이미 케냐 여성과 결혼한 유부남임을 안 것은 한참 후의 일이었다. 그는 조국의 독립을 기다리며 미국에서 교육받고 있던 젊은 케냐 청년들 중의 한사람이었다.
오바마 1세는 청소년 때 케냐의 독립운동에 관여한 혐의로 체포됐지만 오바마 1세의 아버지는 보석금을 내길 거부했다. 20살에 석방된 오바마 1세는 1남1녀를 둔 가장으로 나이로비에서 하급직 일을 했다. 하지만 새로운 세계를 향한 꿈을 접을 수 없었던 그는 우연히 만난 미국인 교육가의 추천서를 받아 미국 대학들에 수없이 많은 편지를 보냈다. 그런 노력 끝에 1959년 23세의 나이에 오바마 1세는 교육을 받으려고 하와이로 유학을 왔고, 고향마을인 케냐의 나양 오마 코겔로에 아내와 딸 아우마와 아들 로이를 남겨 둔 채 온 것이었다.
그녀가 케냐에서 온 흑인과 결혼했을 당시 미국 내 절반 가량의 주에서는 흑백혼혈 결혼을 위법으로 규정하고 있었다. 해외에서 한참 공부하고 일하며 한동안 머물렀던 더넘은 아이들을 그동안 하와이의 친정 부모에게 맡겼다. 아이들이 미국의 일류 학교에 다니도록 하기 위해서였다.

## 어려운 결혼 생활
더넘과 오바마는 양가 부모의 반대에도 불구하고 1961년 2월 2일에 하와이 제도의 마우이 섬에서 결혼했다. 더넘은 결혼할 때 임신 3개월이었다. 오바마 1세는 결국 더넘에게 자신이 케냐에서 첫 결혼을 했었음을 알렸고, 그러나 자신은 이혼한 상태라고 주장했다. 몇 년이 흐른 뒤에 그녀는 그 말이 거짓임을 알게 되었다. 오바마 1세의 첫 번째 아내 케지아는 나중에 자신이 루오족의 관습에 따라 오바마가 두 번째 아내와 결혼하는 것에 동의해 주었다고 말했다. 그해 8월 4일에 20세의 나이로 그녀는 자신의 첫 아이인 버락 오바마 2세를 낳았다. 같은 해에 워싱턴 주에 사는 친구들이 그녀에게 아이와 함께 찾아 오라고 연락했다.1962년 1월에 그녀는 워싱턴 대학교에 등록했고, 그녀의 남편이 하와이에서 학업을 계속하는 동안에 시애틀 근교의 캐피탈 언덕에서 아이를 키우면서 혼자 살았다. 오바마 1세는 1962년 6월에 하와이 대학교를 졸업했고, 뉴욕시에서 공부할 수 있도록 장학금을 받게 되었다. 그러나 그는 그 장학금을 거절했는데, 이는 그가 좀 더 일류학교인 하버드 대학교에 가는 것을 더 원했기 때문이었다. 그는 매사추세츠주에 있는 케임브리지로 떠났고, 그 곳에서 1962년 가을학기부터 하버드 대학교 대학원에서 공부하기 시작했다.

## 이혼과 재혼
더넘은 1964년 1월 호놀룰루에서 이혼 소송을 제기했다. 오바마 1세는 반대 없이 이혼에 동의하였다. 더넘은 인류학을 공부하기 위해 하와이 대학교로 돌아갔다. 이 시기 동안에 그녀의 부모님이 어린 오바마를 기르는데 많은 도움을 주었고, 그녀는 또한 저소득자에게 연방정부에서 발급하는 식권 배급표를 받았다. 더넘은 1967년에 하와이 대학교를 졸업하면서 학사 학위를 취득하였다. 오바마 1세는 1965년에 하버드 대학교에서 경제학 석사 학위를 취득하였다. 1971년에 그는 케냐 귀국 길에 하와이로 돌아와서 10살이었던 아들 버락 오바마를 만났다. 이 만남이 그와 아들 사이의 마지막 만남이었다. 전남편이던 오바마 1세는 케냐 귀국 후 고위 공무원으로 일하기 시작했으나, 당시 케냐 대통령과는 다른 부족 출신이었고, 대통령 출신 부족과 오바마 1세의 출신 부족 사이에 갈등이 심해지면서 대통령은 다른 부족인 그를 정부 부서에서 축출했다. 이후 직업을 제대로 얻지 못하고 힘들게 살던 그는 1982년 나이로비에서 교통사고로 46세의 나이로 세상을 떠났다.

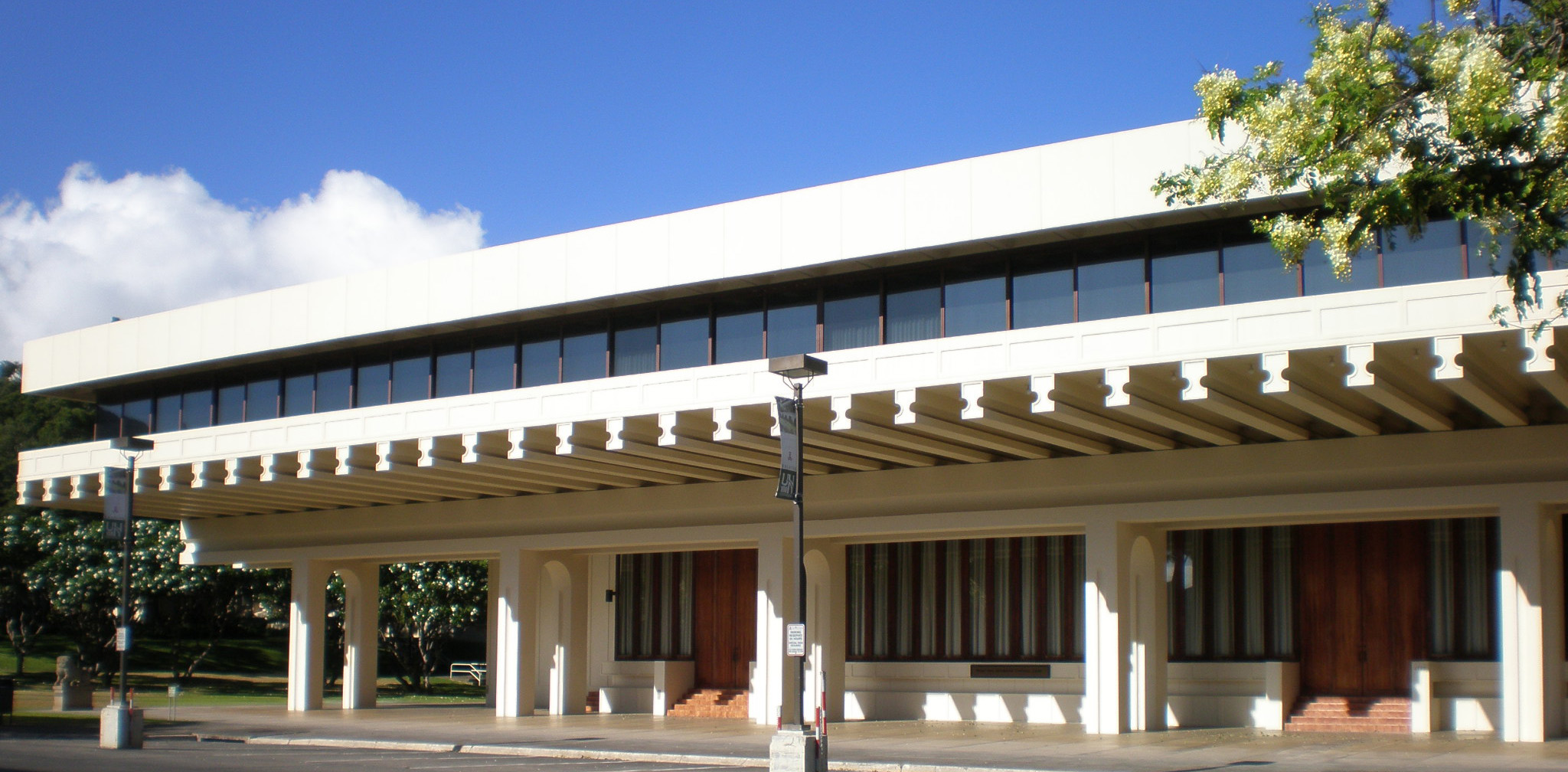
동-서 센터, 제퍼슨 홀에 있는 하와이 아이민 국제 컨퍼런스 센터의 모습, 1963년에 건립되었다.

동-서 센터에서 더넘은 인도네시아에서 온 유학생인 롤로 수토로를 만났다. 그들은 1966/67년에 결혼했고 6살이었던 버락과 함께 인도네시아 자카르타로 이사했다. 그들이 이사한 직후 인도네시아는 수하르토가 급부상하면서 사회 전반에 불안감이 감돌았다. 수토로는 인도네시아에서 미국 석유 회사인 모빌사와 관련이 있는 정부측 담당자로 일했다. 1970년 8월 15일에 수토로와 더넘의 딸인 마야 수토로가 태어났다. 인도네시아에서 더넘은 그녀의 아들에게 통신교육으로 영어를 가르쳤다. 교재는 머헤일리아 잭슨의 음반들과 마틴 루서 킹의 연설들이었다. 그녀는 어린 오마바를 하와이로 보내 푸나호우 학교에 다니게 했다. 당시 스탠리의 어머니 매들린 더넘은 하와이 은행에서 부행장으로 일하고 있어서 비싼 수업료를 내는 데 도움을 줄 수 있었고, 나머지 수업료는 장학금으로 충당되었다. 1970년대에 더넘은 다시 직장생활을 하고 싶어 했지만, 수토로는 더넘이 아이를 더 낳아주기를 원했다. 그녀는 이렇게 말했는데, 수토로는 결혼 후 좀 더 미국인처럼 되었고 그녀 자신은 좀 더 자와섬 사람처럼 되었다는 것이다. 앤 더넘은 1972년에 하와이로 돌아갔고 아들 오바마와 함께 몇 년을 같이 보냈다. 수토로와 더넘은 1970년대에 더넘이 그녀의 현장 연구를 위해서 인도네시아로 갈 때마다 정기적으로 서로 만났지만 같이 살지는 않았다. 그들은 1980년에 이혼했고 그녀는 앤 더넘 수토로라는 이름을 쓰기 시작했다.

### 이혼의 원인
18세에 아들을 낳고 이혼한 더넘이 다시 사랑하게 된 인도네시아 청년은 오바마의 아버지보다는 훨씬 다정하고 쾌활했다. 후에 석유회사에서 일한 롤로 수토로와도 딸을 낳은 다음 이혼했다. 여성으로, 또 아내로서 더넘이 추구하는 삶의 방향과 남편이 원하는 것이 달랐기 때문이었다.
더넘은 전 남편과 사이가 멀어지지 않았으며 그녀의 아이들이 자신들의 아버지와 연결되어 있다는 느낌이 들도록 격려했다. 한편 연구에 매진하기 위해 그는 자신의 아들도 떼어놓은 채 인도네시아의 한 농촌에서 몇 년을 지내기도 한다.

## 학업과 직장
더넘은 버락과 마야를 돌보면서 1974년에 호놀룰루 대학원으로 돌아왔다. 더넘은 3년 간 호놀룰루에서 산 후에 현장 연구를 위해서 인도네시아로 1975년에 갔고, 버락은 그의 조부모와 함께 살면서 하와이에서 고등학교를 마치는 쪽을 선택해서 어머니를 따라가지 않았다.
더넘은 베를 짜는 한 사람으로서 마을 수공업에 관심을 가졌고, 그녀는 자와섬 수공업의 중심지인 욕야카르타로 이사를 갔다.
1992년에 그녀는 하와이 대학교에서 앨리스 듀이 교수의 지도 아래 인류학으로 박사학위를 받았다. 학위 논문의 제목은 《인도네시아의 농촌 대장간: 역경을 딛고 살아남기 그리고 번성하기》였다. 인류학자인 마이클 도브는 이 논문이 "고전적이고, 깊이 있으며, 1200년간 지속된 오래된 산업에 대한 인류학적인 연구"라고 말했다. 더넘은 논문에서 경제적으로나 정치적으로 주류에서 밀려난 집단들에 대한 대중적인 인식에 도전하여 빈곤이 가난한 사람들 자신에게 책임이 있다거나 문화적 차이가 후진국과 선진국 사이에 격차가 나타나는 데 책임이 있다는 관념에 반대했다.

도브에 따르면 더넘은 자신이 연구한 중부 자와섬의 거주자들이 서구의 자본가들과 같이 많은 경제적 필요와 신념과 포부를 지녔다는 것을 발견하였다. 마을 대장장이들은 "강렬하게 이익을 남기는 데 관심을 보였다"고 그녀는 적었고, 기업가정신은 "인도네시아 농촌에 매우 풍부하게 공급되고 있었으며", 그러한 정신은 천년 간 "전통 문화의 일부분"이었다. 이러한 관찰에 바탕을 두고, 더넘 소에토로 박사는 이 공동체의 저개발 즉 후진성이 자본의 부족과 정치적 문제로 인한 배당 때문이지 문화 때문이 아니라고 결론내렸다. 이러한 현실을 무시하는 빈곤 퇴치 프로그램은 오직 엘리트의 힘만을 강화시키기 때문에 불평등을 더 심화시킬 가능성이 있다는 것이다. 그녀는 논문에 다음과 같이 적었다. "많은 정부 프로그램은 마을 관리를 통한 자원 전달에 의해서 부주의하게 계층화를 더 촉진시킨다." 마을 관리들은 돈을 자신의 지위를 더 강화하는 데 사용하는 사람들인 것이다.
그 후 더넘은 농촌 발전 분야에서 일하면서 여성의 직업활동을 옹호하고 세계의 빈곤한 사람들을 돕고자 소액 대출 지원 프로그램인 마이크로크레디트를 만들었다. 그녀는 이를 위해 인도네시아에서 가장 오래된 은행과 미국의 대외 원조 기관인 국제개발처(USAID)와 포드 재단과 세계여성은행(Women's World Banking)과 함께 일했고, 파키스탄 라호르에서 컨설턴트로 일했다. 포드 재단에 있는 동안에 그녀가 개발한 소액금융 모델은 현재 인도네시아에서 표준적인 것이 되었고, 인도네시아는 현재 소액 대출 체계에 있어 전 세계적으로 선도적인 위치에 있다. 후일 그녀의 아들이 임명한 미국 재무부 장관인 팀 가이스너의 아버지인 피터 가이스너는 당시 재단의 아시아지부 대표이었다. 더넘은 또한 인도네시아의 인권과 여성의 권리, 농촌의 경제적 발전을 지원하는 단체 지도자들과 함께 일했다.

## 질병과 죽음
1994년에 더넘은 인도네시아에 살고 있었다. 그녀는 자카르타에 있는 친구 집에서 저녁식사를 하다가 배에 통증을 느꼈다. 지역 병원에서 진찰한 결과는 소화불량으로 인한 복통이었다. 생애 후반 그녀는 '지난 병력(질병을 앓은 경력)' 때문에 보험 혜택을 거부하는 시그나 보험회사를 설득하느라고 노력했다.
더넘은 1995년에 미국으로 돌아와서 뉴욕에 있는 슬로안 케터링 기념 암 센터에서 진찰을 받았고, 자궁암 진단을 받았다. 그 당시에 암은 난소까지 퍼져 있었다. 그녀는 하와이로 돌아가서 아버지를 먼저 떠나 보낸 그녀의 어머니 곁에서 살다가 1995년 11월 7일 53세의 나이로 숨을 거두었다.하와이 대학교에서 장례식을 치른 뒤에 오바마와 그의 여동생은 어머니의 재를 오아후의 남쪽에 있는 코코 헤드로 가서 태평양 바다에 뿌렸다. 후일 오바마는 2008년 12월 23일에 같은 위치에서 외할머니 매들린 더넘의 재를 뿌렸다.
오바마는 30초 짜리 선거 광고에서 건강보험 개혁을 주장하면서 어머니의 죽음을 언급했다. 그 광고는 더넘이 어린 오바마를 팔로 안고 있는 사진을 보여 주면서 오바마가 비싼 병원비 때문에 걱정했던 자신의 어머니에 대해 말하는 것으로 구성되었다. 이러한 주제는 2007년 샌타바버라에서 했던 아래의 연설에도 등장한다.
| “ | 저는 저의 어머니를 기억합니다. 그 분은 53세의 나이로 자궁암에 걸려 세상을 떠나셨습니다. 여러분은 제 어머니가 삶의 마지막 순간에 무엇을 생각하셨는지 아시는지요? 어머니는 병이 나을 것이라고 생각하지 않으셨습니다. 어머니는 죽음이 다가 오고 있다고 생각하셨습니다. 어머니는 암 진단을 받았을 때에 다른 직장으로 옮겨 가시려고 하는 상황이셨습니다. 어머니는 보험금이 이전에 건강할 때를 기준으로 지급되었기 때문에 그 돈으로 병원비를 감당할 수 있을지 확신하실 수가 없었습니다. 저는 그 때 제가 애끓는 마음으로 어머니께서 병원비 영수증들을 살펴보고 보험서류를 뒤적이는 모습을 지켜보아야 했음을 기억합니다. 저의 경우와 마찬가지로 저는 잘못된 건강의료보험 체계 때문에 여러분이 사랑하는 사람이 고통 받는 모습을 보아왔습니다. 이것은 잘못되었습니다. | ” |

## 사후 관심
2008년 9월에 마노아 하와이 대학교는 더넘에 대한 토론회를 열었다. 2009년 12월에 듀크 대학교 출판부는 더넘의 논문인 "역경에 맞서서 살아남기: 인도네시아의 마을 산업"을 출간했다. 이 책은 더넘의 대학원 지도교수이었던 앨리스 G. 듀이와 낸시 I. 쿠퍼가 교정하고 편집하였다. 더넘의 딸인 마야 소에토로는 책의 머리말을 썼다. 보스턴 대학교의 인류학자인 로버트 W. 헤프너는 맺는 말에서 더넘의 연구가 앞으로의 연구를 미리 적어놓은 "선견적인" 것으로 그녀가 남긴 것은 "오늘날의 인류학, 인도네시아 연구와 연관된다"고 적었다. "앤 더넘: 매우 관대한 정신"이란 제목으로 더넘의 삶을 그린 다큐멘터리가 2010년에 제작되기로 예정된 상태이다. 이 다큐멘터리의 감독은 찰스 버네트가 맡기로 했다. 인도네시아와 하와이와 워싱턴에서 촬영이 이루어질 것이다. 제작진은 버락 오바마 대통령이 출연해 주기를 원하고 있다. 책은 2009년에 필라델피아에서 열린 미국 인류학 협회의 정규 학회에서 대통령 관련 토론자단에 의해 처음 공개되었다. 이 2009년도 학회는 C-SPAN이 녹화하였다.
2009년에 더넘이 모은 자와섬의 납염법으로 염색한 직물 모음이 미국의 여섯 개 박물관을 순회하면서 전시되었다. 전시회의 제목은 "한 여성이 그곳의 옷에서 문화를 발견했다: 버락 오바마의 어머니와 인도네시아 납결포"이었다. 이 전시회는 8월에 워싱턴 D.C.에 있는 직물 박물관에서 종료되었다. 어린 시절에 앤 던햄은 직물 예술에 관심을 갖고 자신이 직접 벽에 거는 장식품으로 직물을 짜기도 하였다. 인도네시아로 옮겨간 후에, 그녀는 납염법에 의한 직물 예술에 매료되었고 여러 다양한 직물들을 모으기 시작하였다.

## 개인적 신념
더넘은 터프하고 인습에 얽매이지 않는, 약간은 초연한 사람이었다. 후일 그의 전기 작가 재니 스캇에 의하면 "뭔가 일상과는 거리가 있는 듯한 초연함은 미국인들이 가끔 그녀의 아들에게서 발견하는 단면이기도 하다."는 평을 남겼다.
자수의 장점에 대한 내 어머니의 신뢰는 내가 가지고 있지 않은 믿음에 의존하였다. … 역경을 견디는 데 필요한 도구로 운명론이 남아있었던 땅 인도네시아에서... 그녀는 세속적 휴머니즘의 외로운 증인이자 뉴딜을 위한 군인, 평화봉사단원, 자유주의 성명서이었다.— 버락 오바마, 회고록 "내 아버지로부터의 꿈"(1995년)

나는 종교적인 가정에서 성장하지 않았다... 내 어머니의 경험들은... 오직 회의론을 물려주는 일을 늘릴 뿐이었다. 그녀의 어린시절에 형성된 기독교인에 대한 그녀의 기억들은 그다지 정다운 것이 아니었다... 그리고 세속주의에 대한 그녀의 헌신에도 불구하고, 내 어머니는 내가 지금까지 아는 사람 중 여러 면에서 가장 영적으로 깨어있는 사람이었다.— 버락 오바마, "담대한 희망"(The Audacity of Hope, 2006년)

그녀에게 종교는 "많은 길 중에 하나-그리고 반드시 최고의 길은 아닌— 것으로 사람이 알 수 없는 것을 통제하려고 시도하는 것이었으며, 우리 삶에 대한 깊은 진리를 이해하려고 시도하는 것이었다."
고등학교 시절에 더넘의 가장 친한 친구이었던 막신 박스는 더넘이 "그녀 자신을 무신론자라고 말하고 다녔고, 무신론에 대한 것들을 읽었으며 논쟁했어요. 그녀는 항상 도전하고 논쟁하고 비교했었지요. 그녀는 항상 우리가 생각하지 않았던 것들에 대해서 미리 생각하고 있었어요."
그러나 나중에 더넘의 딸인 마야 소에토로는 그녀의 어머니가 무신론자이었냐는 질문에 대해 다음과 같이 답했다.
| “ | 저는 어머니를 무신론자라고 부른 적이 없어요. 그녀는 불가지론자이었지요. 그녀는 기본적으로 모든 좋은 책들을 우리에게 주었어요 — 《성서》, 힌두교 경전인 《우파니샤드》, 《불경》, 《도덕경》, 《손무》 - 어머니는 모두가 갖고 있는 아름다운 것을 우리가 알기를 원했지요. | ” |

| “ | 그녀는 예수가 훌륭한 모범이라고 느꼈어요. 하지만 그녀는 많은 기독교인들이 비기독교적인 방식으로 행동한다고 느꼈지요. | ” |

2007년도 연설에서 오바마는 자신의 어머니와 외할아버지, 외할머니의 신념을 비교했으며, 더넘의 영성과 회의주의에 대해 언급했다.
"부모가 실천하지 않는 장로교도이자 감리교도이었던 저의 어머니는 제가 이제껏 아는 사람 중에서 가장 영적인 영혼을 지닌 분이셨습니다. 하지만 그녀는 제도로서의 종교에 대해서 건강한 회의주의를 지니셨습니다."
오바마는 또한 자신이 지닌 신앙과 부모의 종교 교육 사이의 관계에 대해 설명했다.
| “ | 내 아버지는 케냐에서 오셨고 그의 고향 마을 사람들은 대부분이 무슬림이었습니다. 그는 이슬람교를 따르지는 않았습니다. 그는 매우 종교적인 사람이 아니었습니다. 그는 저의 어머니를 만났습니다. 제 어머니는 캔자스에서 온 기독교인이었고, 그들은 결혼했고 이혼했습니다. 저는 저의 어머니 밑에서 자랐습니다. 그래서 저는 항상 기독교인이었습니다. 저와 이슬람 사이에 있는 유일한 관계는 제 아버지가 태어난 나라에 계신 저의 할아버지 뿐입니다. 하지만 저는 결코 이슬람교를 따른 적이 없습니다. | ” |

### 낭만주의
그녀는 전형적인 인류학자였다. 점점 사라져가는 이국적인 세계를 탐구하는 낭만주의자이기도 했다. 그러나 더넘이 처음 인도네시아에 간 것은 50만 명이 희생된 1960년대 유혈 반공 혁명 직후였다. 농촌의 제철 발달을 주제로 한 박사학위 논문엔 당시의 제품이나 이국적인 측면의 기록 보다는 인구가 밀집한 자와섬에서의 생계가 얼마나 힘든 것이었는지에 대한 묘사가 더 많이 담겨 있다. 특히 인도네시아 농촌의 빈곤 문제가 자본과 권력에 접근할 수 없는 데에 기인한다고 그녀는 지적했다.
또한 그는 농촌마을의 빈곤문제 해결을 위해 무담보 소액대출 관련 프로그램의 설립을 도와주기도 했다.
그녀는 관대한 성격의 사람이었고 돈 관리에는 허술했다. 가슴이 뛰는 이상주의자이면서도 합리적인 실용주의자였으며 자유롭지만 체계적이지는 못한 영혼의 소유자였다. 그리고 자녀들에게 깊은 사랑 뿐 아니라 찬탄을 금치 않았던 엄마이기도 했다.

## 기타
평화봉사단에서의 낙천주의자이며 또한 하와이 대학 동서 센터의 국제주의자였다. 또한 당시까지만 해도 잔존하고 있던 흑인이나 유색인종에 대한 차별에 강한 거부감을 보이기도 했다. 그는 인종보다는 인격을 봐야된다고 역설했다.
아들에 대한 자신감과 믿음은 아들이 어릴 때부터 절대적이었다. "머리가 좋다고, 공부를 잘한다고, 얼만 용감하고 담대한지 모른다고 자랑했었다."고 한다. 어느 친구들의 증언에 의하면 더넘이 언젠가 내 아들이 미국의 대통령이 될 수도 있을 것으로 생각한다는 그녀의 말을 들었다고 증언한다.
하와이주는 그녀에게 특별한 곳이기도 했다. 하와이는 더넘이 두 명의 남편을 만난 곳이며 그가 인류학으로 학사에서 박사학위까지 받은 곳이기도 하다.
미국의 특정 세력은 오바마를 인신공격할 목적으로 1970년 무렵에 어느 파티에서 촬영한 누드 사진을 그녀의 사진이라고 주장하며 인터넷에 배포하였으나 얼굴윤곽, 코높이, 미등 간격 등을 정밀 분석한 결과 동일 인물이 아님이 드러났다.

## 같이 보기
- 버락 오바마
- 버락 오바마 1세
- 스탠리 아머 더넘
- 프랭클린 마셜 데이비스
- 미셸 오바마